# Kósa Zsolt
Kósa Zsolt (Eger, 1972. június 11. –) énekes, musical színész, dalszövegíró, színdarab író, a Musicalitas Társulat elnökhelyettese. Hangfaja tenor.

## Pályafutása
A Bornemissza Szakközépiskola és a Gárdonyi Géza Gimnázium után az Eszterházy Károly Főiskola tanulója.  
Ritka hangi adottságai révén (a nagy E hang és a háromvonalas b között váltóhang nélkül énekel) a Team Rock Band működésének köszönhetően kapta Hegedűs István tollából kipattant, elismerő „Robert Plant  és Ian Gillan magyar hangja” jelzőt. 
2001 óta Budapesten él, ahol először a Zöld Csillag zenekar tagja volt. 
Szép Ernő Színház stúdiójában színészmesterséget tanult. Játszott többek között, Budapesten, Székesfehérváron, Szombathelyen, Szolnokon, Sopronban, Tatabányán, Baján, Kolozsvárott, Zentán... 
A Magyar Lovas Színház Komárom rendszeres fellépője. 
2006-ban tagja volt a Csillagok Az Életért Drogellenes Alapítványnak. Gidófalvy Attilával közösen hangszerelt Hamis Dallam című dala az alapítvány himnusza lett. 
Zenekarai számára több tucat dalszöveget írt, ritkán zenét is. Színdarabjai főként zenés jellegűek.
Egyre inkább a színházi világ felé fordult. Jelenleg leginkább e területen alkot. Kezdetektől egyaránt játszott idősebb és fiatalabb figurákat, főként a zenés műfajban.

## Fesztiváldíjak
- 1996. Omega Korg Fesztivál, Legjobb színpadi produkció díja (Team Rock Band)
- 1997. Ugodi Fesztivál, Legjobb énekes különdíj (Team Rock Band)
- 1998. Hangár Fesztivál, Legjobb énekes különdíj (Team Rock Band)
- 1999. Öreg Zenészek Baráti Köre, első helyezett, Legjobb énekes különdíj (Team Rock Band)
- 2003. Sztárgyár, regionális döntő, első helyezés
- 2017. Szép Ernő Színház Nívódíj

## Fontosabb koncertek
- 2005.10.22. Taurus (együttes) Emlékest – Petőfi Csarnok
- 2006.05.25. Rockinform Fesztivál – Petőfi Csarnok
- 2007.06.23. Takáts Tamás 50! Születésnapi koncert – Petőfi Csarnok
- 2008.11.05. Cziffra György (zongoraművész) életrajzi koncertmusical, (partner: Dér Heni), Zeneakadémia, (dirigens: Balázs János)
- 2014.07.27. Queen Emlékest, Queen-tage és a Jazz And More Kórus – Bp. Városliget
- 2016.01.10. Budafoki Dohnányi Ernő Szimfonikus Zenekar, Újévi Koncertek – MÜPA
- 2017.03.15. Szimfonikus Musical Ünnep – Budapest Kongresszusi Központ
- 2017.01.06. Vikidál Gyula ’70 – Papp László Budapest Sportaréna
- 2020. Képzelt riport egy amerikai popfesztiválról, szimfonikus koncertsorozat
- 2021.10.11. Papp Gyula '70 Életműkoncert - Erkel Színház

## Zenekarok
- Megállni Tilos
- Team Rock Band
- Mandala World Music
- Zöld Csillag
- Vastrabant
- Szabad Vér (ex Tunyogi Rock Band)
- Zepp Forever Led Zeppelin tribute
- MP3 Trió (Máté Péter dalai)
- Queen-tage (Queen tribute)
- Ezüst Nyár

## Lemezek
- Zöld Csillag: Szökésben (2003)
- Vastrabant: Told be (2006)
- Team Rock Band: Emberi Szóval (2006)
- Kormorán: Itt élned, halnod kell DVD (2017)
- Ármány & szerelem daljáték (2018)
- Zenta, 1697 rockopera (2018)
- Őrizd a lángot rockopera - Tóth Ilona élete (2020)

## Színházi szerepek
- A költő visszatér rockopera (színész), Sziget Színház, 2006
- István, a király rockopera (Koppány), Budapest Kamara Pódium, 2006
- Jézus Krisztus Szupersztár rockopera (Jézus), Musicalitas, 2007
- A csodazongorista musical (Cziffra György), Zeneakadémia, 2008
- Dark side of the musical (színész) Musicalitas, Ferencvárosi Művelődési Központ, 2008
- X-Mas Dream musical (színész), Musicalitas, Ferencvárosi Művelődési Központ, 2009
- Halloween Musical Madness (énekes) Musicalitas, Ferencvárosi Művelődési Központ, 2009
- Godspell musical (Jeffrey) Vörösmarty Mihály Színház, Székesfehérvár, 2010
- A férfi és a nő (színész), Musicalitas, Ferencvárosi Művelődési Központ, 2010
- Oliver! musical (Fagin), Gózon Gyula Színház, 2010
- István, a király rockopera (István) Fónay Humánia Társulat, Vác, 2011
- A karácsonyi kalács zenés bohózat (Mr. Pumkin), Hévíz P H Díszterme, 2011
- Valahol Európában musical (Simon Péter), Szép Ernő Színház, 2011
- Légy jó mindhalálig musical (Valkay tanár úr), Szép Ernő Színház, 2012
- Koldus és királyfi zenés játék (Miles Hendon lovag), Szép Ernő Színház, 2012
- Area 51 Élményszínház (Prof. Pavel Szergejevics Alexandrov), Budapest, 2012
- A két Lotti mesemusical (Ludwig Palffy karmester, az apa) Szép Ernő Színház, 2013
- Jézus Krisztus Szupersztár rockopera, angol nyelvű előadás (Annás főpap) Iseumi Szabadtéri Játékok, 2013
- Macskafogó musical (Mr. Tájföl), Velencei VíziSzínház, 2014
- Sztárcsinálók musical (Pál apostol), Szigligeti Színház, Szolnok, 2015
- Édes Anna musical, (Vizy Kornél) Budapest Showszínház, BOK Csarnok, Kongresszusi Központ, RAM Colosseum, 2016-2020
- A császár új ruhája (Clement császár), Szép Ernő Színház, 2017
- Sztárcsinálók musical (Pál apostol), Jászai Mari Színház, Tatabánya, 2017
- Itt élned, halnod kell, Bp. Hősök tere, a 2017-es országos turné és az Aréna
- Anconai szerelmesek 2. (Békés elvtárs) Magyarock Dalszínház, 2017
- Csoportterápia (Szabó Lajos) Magyarock Dalszínház, 2017
- A hét vezér rockopera (Árpád), Komáromi Lovas Színház, 2017
- A négy muskétás musical (Richelieu bíboros), Szép Ernő Színház, 2017
- Őrizd a lángot rockopera Tóth Ilonáról (Lelkes Tibor), Erzsébetligeti Színház, 2017
- Ármány & szerelem rockzenés játék (Von Kalb), Soproni Petőfi Színház, 2018
- Csárdáskirálynő (Kerekes Ferkó), Operetta, Tamási, 2018
- A dzsungel könyve musical (Sir Kán), Bajai Fiatalok Színháza, 2018
- Talpra, magyar! musical (Vilmányi), Papp László Sportaréna, 2018
- Háry János zenés játék (Marci), Komáromi Lovas Színház, 2018
- Az utolsó betyár (Jóska), Komáromi Lovas Színház, 2018
- A fej nélküli lovas daljáték (Simon, a zsarnok), Komáromi Lovas Színház, 2018
- Zenta, 1697 rockopera (Eric Fayol), Zentai és a Soproni Színház koprodukciója, 2018
- Egri Csillagok musical (Szolimán szultán), Papp László Sportaréna, Agria Nyári Játékok, 2019
- Honfoglalás Kormorán-rockopera (Árpád vezér), Off-Broadway Színház, 2019
- A három testőr Afrikában (A Nagy Levin), Magyarock Dalszínház, 2019
- Léla szeme musical, (Folkus Maier), Budai Szabadtéri Színház, 2019
- Szép nyári nap musical (Kovács elvtárs és Tóth elvtárs), Magyarock Dalszínház, 2019
- Czibor, a rongylábú musical (Herr Schwarz), Magyarock Dalszínház, 2019
- Isten pénze musical (Scrooge), Magyarock Dalszínház, 2019
- Fehérlaposok rockopera (Gál, a lelkész), Magyarock Dalszínház, 2019
- Az utolsó mosoly - Ady és Ady (Bandi), Szép Ernő Színház, 2020
- GULAG ,,Mennyit bír ki az ember?" zenés sorstragédia (Rózsás János), Magyarock Dalszínház, 2021
- Ördögölő Józsiás (Durmonyás ördög), Soproni Petőfi Színház, 2021
- Vadak ura (Alfréd, Gusztáv) RAM Színház, TBG Production, 2021
- Tesla, A végtelen energia (Edison) RAM Színház, TBG Production, 2021
- Aranyember (Brazovics) Magyarock Dalszínház, 2021
- A padlás (Révész) Bajai Fiatalok Színháza, 2022
- Csodaszarvas (Göncöl) Moravetz Produkció, 2022
- István király (Sámán) Soproni Petőfi Színház, 2022
- Isten komédiása - Assisi Szent Ferenc élete (Bernardo) Soproni Petőfi Színház, 2022
- Komámasszony, hol a stukker? (Méltóságos) Szép Ernő Színház, 2022
- A költő visszatér (Forradalmár) Magyarock dalszínház, 2023
- Chicago musical (Miss Mary Sunshine) Soproni Petőfi Színház, 2023

- Abigél (hadnagy) Bajai Fiatalok Színháza, 2024

- Made in Hungária (Ricky apja) Magyarock Dalszínház, 2024

## Írásai, szövegkönyvei
- Árvácska ("folkopera")
- Léla szeme (musical)
- Az utolsó mosoly - Ady és Ady

## Film
- Magya-rock halottai: Radics Béla (2008)
- Nemzeti ünnepeink: gróf Batthyány Lajos búcsúlevele feleségéhez, Zichy Antóniához (2017)
- Itt élned, halnod kell (2018)
- Ötödik alosztály – Vörösterror az Országházban (2019)
- Mi, a rendszer ellenségei. Kommunista táborvilág Magyarországon (2020)
- Doktor Balaton (Tulajdonos) (2022)
- Koronatanú - (2022)

## További információ
- Kósa Zsolt a PORT.hu-n (magyarul)
- Kósa Zsolt az Internet Movie Database-ben (angolul)